# Disa basutorum
Disa basutorum är en orkidéart som beskrevs av Rudolf Schlechter. Disa basutorum ingår i släktet Disa och familjen orkidéer. Inga underarter finns listade i Catalogue of Life.